# Otto Baisch
Pour les articles homonymes, voir Baisch.

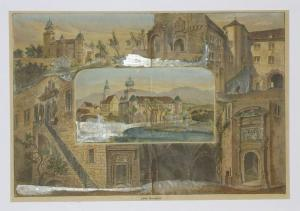
Château de Neuenstein, 1880

Otto Baisch (né le 4 mai 1840 à Dresde, mort le 18 octobre 1892 à Stuttgart) est un peintre de genre, poète et écrivain d'art allemand.

## Biographie
Après un court apprentissage auprès de son père, le lithographe Wilhelm Heinrich Gottlieb Baisch, il s'inscrit le 1er mai 1873 à l'Académie des beaux-arts de Munich. Dans le même temps, il se tourne vers la littérature et la musique, la création de nombreux poèmes et compositions.
En 1884, Otto Baisch est nommé rédacteur en chef du journal illustré Über Land und Meer, à Stuttgart. L'année suivante, il épouse Amalie Baisch, qui travaille comme écrivain sous le pseudonyme Ernesta.
Otto Baisch est le frère du peintre Hermann Baisch.

## Œuvres littéraires
- Gedenkblätter und Studien über die deutsche Kunst auf der Düsseldorfer Ausstellung, 1880
- Johann Christian Reinhart und seine Kreise. Ein Lebens- und Culturbild nach Originalquellen dargestellt Seemann, Leipzig, 1882

## Source, notes et références
- (de) Cet article est partiellement ou en totalité issu de l’article de Wikipédia en allemand intitulé « Otto Baisch » (voir la liste des auteurs).